# 아이 왕조
아이국(타밀어: ஆய் நாடு 아이 나두), 통칭 아이 왕조는 초기 역사 시대부터 중세 시대에 이르기까지 인도 아대륙의 남서쪽 끝을 지배한 타밀 왕조 중 하나였다. 씨족은 전통적으로 비지니잠의 항구, 난지나드의 비옥한 지역, 그리고 향신료를 생산하는 서고츠산맥의 남쪽 부분을 지배했다. 중세 시대에는 쿠파카로도 알려졌다.
아이족은 중부 케랄라의 체라족, 북쪽의 엘리말라이의 무사카족과 함께 초기 역사적(팔라바 이전) 케랄라의 주요 군장국 중 하나를 형성했다. 그리스 지리학자 클라우디우스 프톨레마이오스(2세기)는 "아이오이" 영토를 바리스(팜바)에서 코모린 곶(카니야쿠마리)까지 확장했다고 설명했다. 코끼리는 아이의 상징이었다.
중세 아이 혈통은 초기 역사(팔라바 이전) 남인도의 구릉 토후에 기원을 두고 있다. 아이 왕국은 중세 시대에 강력한 판디아 / 촐라와 체라 사이의 완충국 역할을 했다. 차다얀 카루난타(AD 788), 카루난타다칸 "스리발라바"(rc 856/57–884) 및 비크라마디티야 "바라구나"(AD 884–911/920)와 같은 많은 왕이 비지니잠 항구의 아이 토후로 나타난다.판디아 왕조와 체라 왕조 사이의 충성도 변화는 지속되었으며, 아이 통치자들은 판디아 왕족 성을 채택했지만, 그들의 비문에는 판디아 통치 연도를 사용하지 않아, 소속에도 불구하고 지속적인 자율성을 나타냈다. 역사가들은 아이가 서기 10세기까지 그 지역의 주도적인 세력이었다고 추정한다.
오늘날의 트리반드룸(티루버난타푸람) 근처 어딘가에 있는 칸탈루르의 유명한 브라만 살라이는 아이 왕국에 있었다. 살라이는 서기 988년경 촐라 황제 라자라자 1세 (985–1014)에 의해 파면되었다. 몇몇 학자들은 허황옥이 이 왕국의 후예였다고 주장한다.

## 기원
중세 아이 가계는 초기 역사 시대(팔라바 왕조 이전) 남인도의 같은 이름의 구릉 족장(아이족)에서 기원을 주장했다. 아이 가문의 구성원들 – 포디일 언덕(아이쿠디) –은 초기 역사 시대 중부 케랄라의 체라 왕조와 관련이 있었다.
스리 파드마나바스와미는 중세 아이 가문의 수호신이었다. 중세 아이는 자신들이 야다바 또는 브리슈니 혈통(팔리얌 구리판)에 속한다고 주장했다. 이 주장은 후대의 베나드와 트라방코르 통치자들에 의해 제기되었다. 아이족은 현자 아가스티아와 함께 드바라카에서 남인도로 왔다고도 묘사된다.

### 트라방코르 왕실과의 관계
트라방코르 왕실 역시 그들의 조상을 아이 및 체라 통치자들에게로 거슬러 올라갔다. 트라방코르 주립 편람(1906)에 따르면, 아이 왕조는 "북인도"의 지배적인 왕조들로부터 "기원"했다. P. 슝구니 메논(1878)에 따르면, 아이 가문은 순수 크샤트리야(남부디리 브라만에 의해)로 분류되었으며 북부 케랄라주의 무시카 왕조와 관련이 있었다.

## 역사

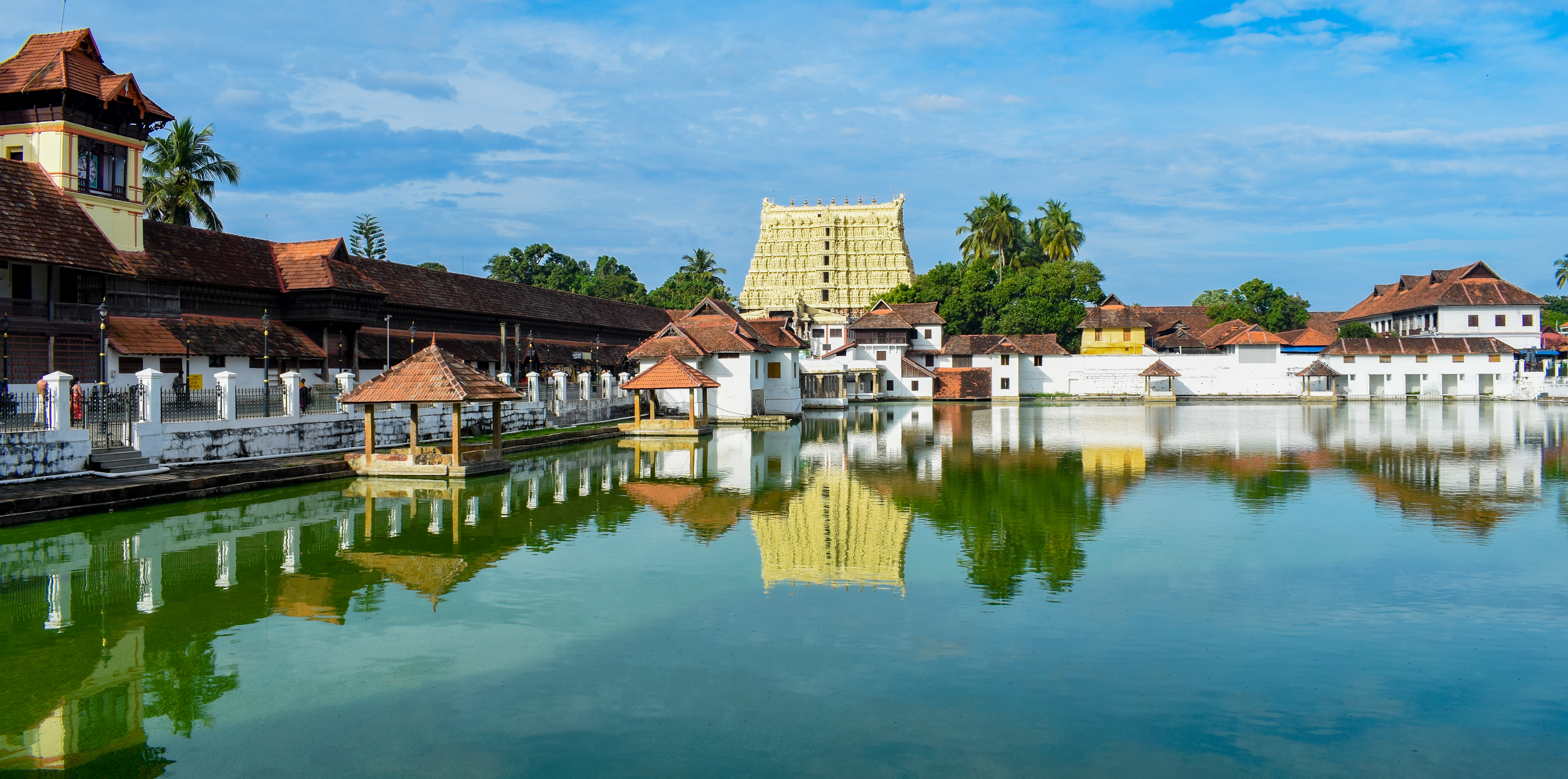
스리 파드마나바스와미는 중세 아이 가문의 수호신이었다

아이 씨족은 초기 역사 시대 남인도의 주요 구릉 족장(또는 벨) 중 하나였다. 아이 가문(포디일 언덕 또는 아이쿠디)의 구성원들은 초기 역사 시대 중부 케랄라/서부 타밀나두주의 체라 왕조와 관련이 있었다. 고대 타밀 문학에서 그들은 때때로 판디아 왕조의 영향권 아래에, 때로는 체라의 통제권 아래에 놓이는 것으로 묘사된다. 초기 역사 시대 말기에 판디아 왕조의 우위는 아이 영토까지 확장되었을 수 있다(칼라브라 왕조 시대에 아이가 독립을 얻었을 가능성이 높지만).

### 초기 역사 시대 남인도의 아이 군장들
안디란, 티티얀, 아티얀과 같은 여러 아이(아이-벨스) 족장들이 초기 타밀 시에 언급된다. 이 통치자들은 수많은 코끼리를 소유하고, 포디일 언덕을 포함한 서고츠산맥 최남단 산악 지대를 통제하며, 궁전, 전차, 말을 소유한 것으로 유명했다.
- 아이 안디란은 우라이유르 에니체리 무다 모치야르, 투라이유르 오다이키자르, 쿠투반 키라나르와 같은 초기 타밀 시인들에 의해 푸라나누루에서 칭송받는다.[3] 그는 푸라나누루에서 남부 서고츠산맥의 "포디일 말라의 주인"으로 언급된다. 그는 콩구 족장을 물리치고 그들을 아라비아해로 몰아냈다고 전해진다.[4] 그는 체라 국왕 안투반 체랄(기원 140년경[17])의 나이 많은 동시대 인물이었다.[4][16]

- 아이 티티얀 또는 포디일 첼반은 작가 파라나르와 부타 판디아(판디아 왕조 통치자)에 의해 아카나누루에서 칭송받는다.[4] 아이 티티얀은 판디아 통치자 부타 판디아의 봉신이었던 것으로 보인다.[3]
- 아이 티티얀의 후계자인 아이 아티얀은 작가 파라나르와 마두라이 카나카야나르에 의해 아카나누루에서 언급된다. 파라나르와 카나카야나르는 또한 아이의 근거지인 포디일 말라를 부타 판디아의 후계자인 파추푼 판디아("아자키야 판디아")의 소유로 언급한다.[3]
- 한 아이 통치자는 판디아 국왕 네둠 체지얀이 여러 적을 물리친 유명한 탈라이-얄랑카남 전투에 참여했다.[4]

원래 베나드 전체 지역(벨+나투 = 벨 민족의 나라, 아이 가문과 관련됨)은 더 큰 아이-벨 영토의 일부였다. 아이 가문에 속하는 사람들(벨스)은 벨 국가의 족장이었다.
- 벨리얀 벤말 날리니, 또는 "벨리얀의 딸 벤말 날리니"는 체라 왕조 통치자 우티얀 체랄라탄(기원후 130년경[19])의 아내였다.[17]
- "벨리얀 벤만" 아이 에이난은 동일한 벨리얀의 아들이었을 가능성이 있으며, 유명한 파지 전투에서 엘리말라이의 난난(활동 기원후 180년경)에 맞서기 위해 체라 통치자 페룸 체랄 이루포라이 (기원후 190년경)가 소집한 전사들 중 중요한 인물이었다.[19] 한때 난난과 우정을 나누었던 에이난은 민질리 또는 님질리와 교전 중 전투에서 사망했다고 전해진다.[20]

### 중세 정치 족장으로서
초기 중세 남인도의 아이 통치자들은 체라 왕조나 판디아 왕조와 같은 주요 왕조의 권위를 인정한 여러 지역 "군장" 중 하나였다. 북부 케랄라의 무시카 왕조와 함께 아이족은 특히 초기 역사 시대로부터 그들의 가계를 거슬러 올라갔다. 이러한 고대의 조상은 그들을 다른 케랄라의 군장 가문들과 구별했는데, 그들은 일반적으로 더 최근에 기원했거나 체라족에 의해 "지명"되었다. 그러나 판디아족과 체라족 사이의 충성도 변화는 계속되었다. 아이 통치자들은 "스리발라바" 또는 "바라구나"와 같은 판디아 왕족 성을 채택했지만, 그들의 비문에는 판디아 통치 연도를 사용하지 않아, 소속에도 불구하고 어느 정도의 자율성을 나타냈다.

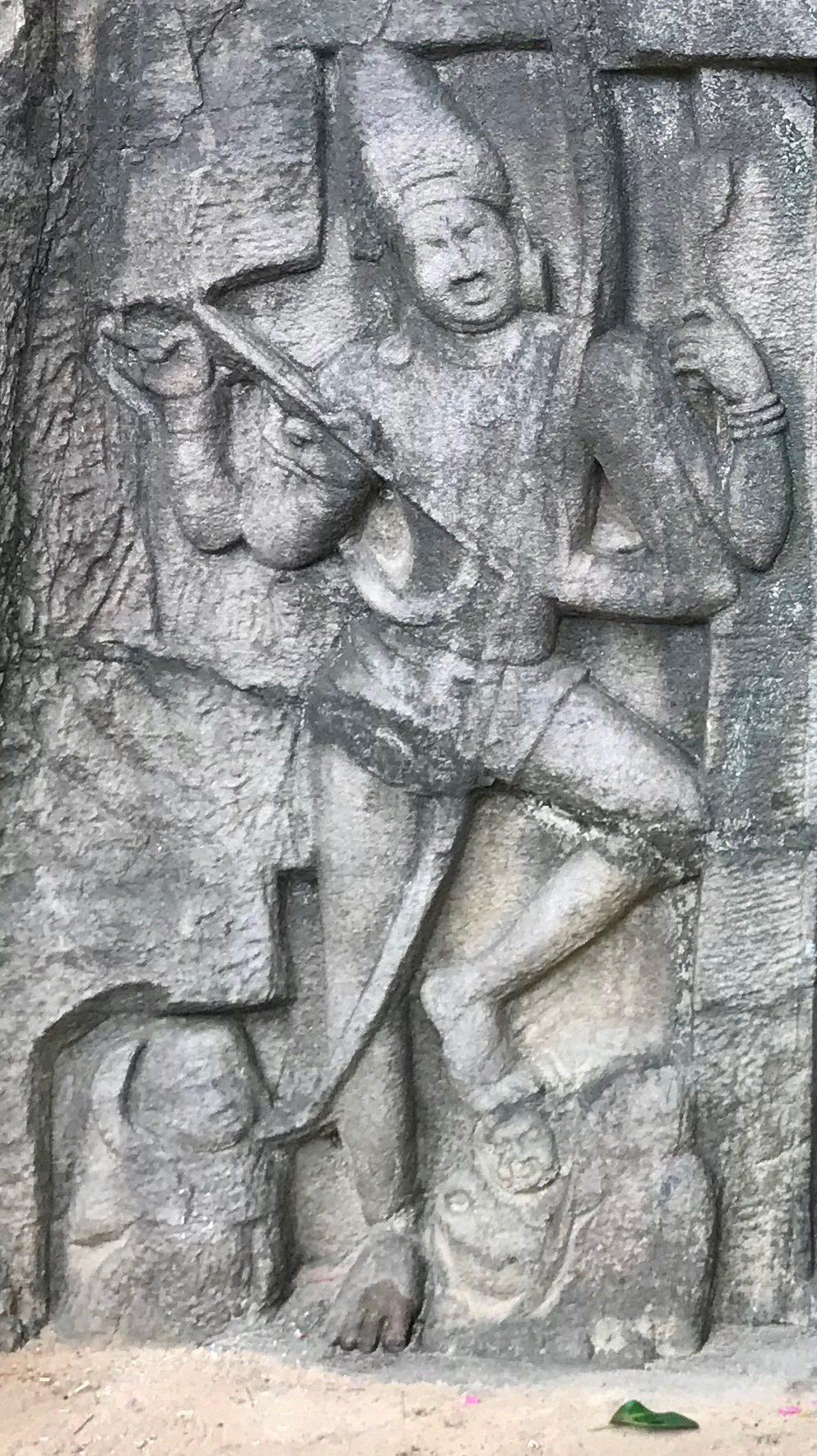
비지니잠 동굴 사원의 "트리푸란타카"로서의 시바.

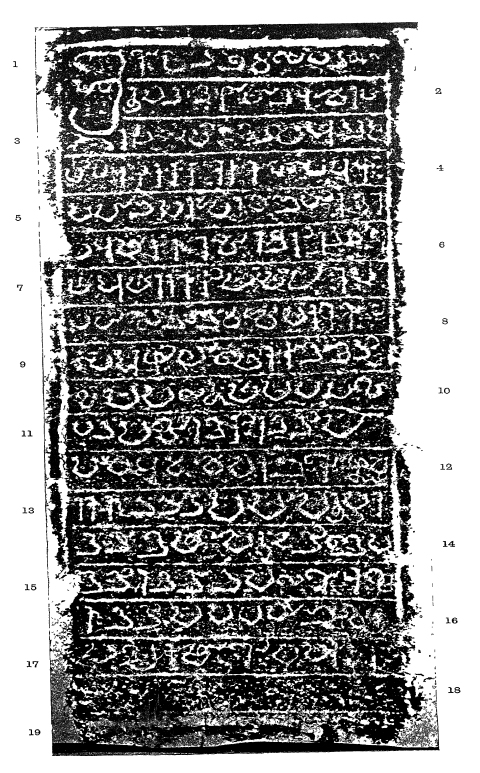
마란 차다얀의 트리반드룸 박물관 석각 비문(8세기 후반)

기원 765년경, 판디아 왕조 왕 자틸라 파란타카/네둠 "마란" 차다얀 바라구나 1세(재위 765–815년)는 벨 군장(아이 가문과 관련이 있었을 수 있는 "벨 만난")을 물리치고 항구 비지니잠을 약탈하여 아이-벨 국가("웅장한 보물과 함께 비옥한 국가")를 점유했다(자틸라 파란타카의 마드라스 박물관 판, 재위 17년). 이 사건은 벨비쿠디 판(네둠 차다얀 재위 3년)에서도 "반란군 아이-벨의 진압"(또는 "나투쿠룸부" 전투)으로 기억된다.
판디아족의 남부 케랄라 진출은 중세 케랄라의 체라 통치자들을 분쟁으로 끌어들였고, 길고 긴 판디아-아이/체라 투쟁이 이어졌다.
- 판디아 왕 "마란 차다얀" 자틸라 파란타카는 기원 788/789년에 "말라이 나두"의 아이 통치자 차다얀 카루난탄을 물리치고 아루비유르(탈라쿨람 근처 아루비카라이로 확인됨)의 요새를 파괴했다(칼루쿠말라이 비문에 따르면 재위 23년).[19]
- 기원 792년(자틸라 파란타카 재위 27년)에는 체라 전사들(체라마나르 파다이)이 비지니잠과 카라이코타(탈라쿨람 근처 카라이코두로 확인됨)에서 마란 차다얀의 지휘관에 맞서 요새를 위해 싸우는 모습이 보인다(마란 차다얀의 트리반드룸 박물관 석각 비문).[18]

9세기경, 판디아족과 체라-페루말족의 침범으로 인해 고대 아이 영토는 두 부분으로 분할되었다. 콜람에 근거지를 둔 베나드(벨 민족의 나라)는 체라 페루말 왕국의 영향권 아래에 들어갔고, 비지니잠에 근거지를 둔 아이 왕국, 또는 남아있는 부분은 판디아 통치자 스리마라 스리발라바(재위 815–862년)의 영향권 아래에 들어갔다. 더 큰 친남아누르 판에는 스리발라바 왕이 비지니잠에서 승리했다고 언급되어 있다. 판디아 왕 스리마라 스리발라바의 아이 봉신은 카루난타다칸 "스리발라바"(재위 기원 856/57–884년)였다.
스리마라 스리발라바의 뒤를 이어 판디아 왕좌에 바라구나 2세(재위 862–885년)가 올랐다. 비지니잠의 아이 왕들은 당시 왕 비크라마디티야(재위 기원 884–911/920년)의 성에서 알 수 있듯이 판디아의 봉신으로 남아 있었다.
판디아족은 서기 885년경 "스리푸람비얌의 대전"에서 패배했다. 이 전투 이후 아이 국가에서 체라 페루말의 상당한 영향력은 그 지역에서 발견된 두 기록에서 볼 수 있다. 체라 페루말 비자야라가의 아내인 키잔 아디칼 라비 닐리의 기록은 아이 국가에 위치한 시바 사원인 티루난디카라에서 발견할 수 있다. 서기 898년에 비크라마디티야 "바라구나"는 체라 페루말 왕국에 있는 스리물라바사 불교 비하라에 막대한 토지를 기부하는 모습이 보인다(팔리얌 구리판).

## 유산
체라 페루말족에게 충성을 맹세했던 베나드의 군장들은 아이 왕국으로 그들의 세력을 확장하기로 결심했다. 그들의 기회는 타코람에서의 촐라족 패배(10세기 중반) 이후 혼란 속에서 찾아왔을 수 있다. 베나드 군장들은 결국 코타루까지 아이 국가 전체를 점령하는 데 성공했다. 일반적으로 케랄라 통치자들의 영향력은 10세기경 남부 아이 영토로 확산되었다.
오늘날의 티루바난타푸람 근처 어딘가에 있는 칸탈루르의 유명한 브라만 살라이는 아이 국가에 위치해 있었다(865년, 후주르/파르티바푸람 판, 카루난타다칸). 살라이는 988년경(라자라자 1세 재위 4년) 촐라 황제 라자라자 1세(재위 985–1014년)에 의해 파면되었다. 티루바난타푸람 남쪽의 항구 비지니잠과 칸야쿠마리를 포함한 전체 지역은 11세기 초 라자라자 왕의 통제 아래 들어갔다. 콜람(베나드), 코둥갈루르(체라 페루말), 콜라데삼(무시카 왕조)의 왕들도 촐라족에게 패배했다(세누르 비문, 1005년). 라자라자 1세의 습격 이후 베나드 군장들이 옛 아이 지역을 탈환하려 했을 가능성이 있다. 촐라 라자디라자는 "무서운 베나두의 왕을 [아이 국가에서] 체라 왕국으로 되돌려보냈고 ...... 쿠파카의 [아이] 왕을 해방시켰으며... 강한 빌라반[체라 왕]이 공포에 떨며 정글 속에 숨어 있는 동안 칸탈루르 살라이를 점령한 후 신선한 반치 화환을 썼다"고 주장한다(이 사건은 1018/19년경으로 추정된다).
트리파푸르의 아이 가문 지파가 베나드의 키즈페루르 왕실과 합병된 것으로 알려져 있다.

## 주요 중세 아이 보조금
| 수여 이름                                                                                    | 날짜                                                                                           | 요약 | 이미지                                           |
| 카루난타다칸 스리발라바 (재위 기원 856/57–884년)                                             | 카루난타다칸 스리발라바 (재위 기원 856/57–884년)                                               | 카루난타다칸 스리발라바 (재위 기원 856/57–884년) | 카루난타다칸 스리발라바 (재위 기원 856/57–884년) |
| -------------------------------------------------------------------------------------------- | ---------------------------------------------------------------------------------------------- | --- | ------------------------------------------------ |
| 파르티바푸람 수여 (트리반드룸 후주르 사무실 판) 또는 ("코카루난다다카르의 후주르 사무실 판") | - 재위 9년 = 기원 865/66년 (일람쿨람; 나라야난, 1972) - 재위 9년 = 기원 869년 (크리슈난, 1989) | - 타밀어 (산스크리트어로 끝나는 부분). - 파르타사라티 비슈누 사원, 파르티바푸람 건립. - 사원과 함께 파르티바푸람 살라이 건립. - '파르티바푸람 살라이 규칙' 언급. - 왕을 '난다와 야다바 가문'의 일원으로 칭함. | 파르티바푸람 수여                                |
| 티루비다이코두 비문 I                                                                        | 재위 14년 = 기원 870년 (나아야난, 1972)                                                        | - 타밀어 (밧테주투) - 티루비다이코두 시바 사원에 대한 개인 기부. | 티루비다이코두 비문 I                            |
| 티루비다이코두 비문 II                                                                       | 재위 22년 = 기원 878/79년 (나라야난, 1972)                                                     | - 타밀어 (밧테주투) - 카루난타다칸 스리발라바의 티루비다이코두 시바 사원 기부. |                                                  |
| 비크라마디티야 바라구나 (재위 기원 884–911/920년)                                            |                                                                                                | |                                                  |
| 티루난디카라이 (트리반드룸 후주르 사무실 판)                                                 | 재위 8년 = 기원 892년 (나라야난, 1972)                                                         | - 타밀어 (그란타가 있는 타밀어 스크립트). - 아이-쿨라 마하데비로서 무루칸 첸디. - 비크라마디티야의 무루칸 첸디에 대한 토지 기부.                                                                              | 티루난디카라이 비문                              |
| 팔리얌 구리판                                                                                | 재위 15년 = 기원 898년 (기원 925년에서 개정, 나라야난, 1972)                                   | - 비크라마디티야 바라구나의 중부 케랄라의 불교 비하라에 대한 대규모 토지 기부. | 팔리얌 구리판                                    |
| 티루파라푸 판                                                                                | 9세기경                                                                                        | - 카루난타다칸 스리발라바 왕 언급. | 티루파라푸 판                                    |

## 같이 보기
- 벨리르
- 비지니잠
- 판디아 왕조
- 체라 왕조
- 체라 페루말 왕조
- 아비라/아히르 관련 왕조

### 참조주
1. ↑  Narayanan, M. G. S. Perumāḷs of Kerala. Thrissur (Kerala): CosmoBooks, 2013. 179.
2. 1 2 3 4  Gurukkal, Rajan. “DID STATE EXIST IN THE PRE-PALLAVAN TAMIL REGION.” Proceedings of the Indian History Congress, vol. 63, 2002, pp. 138–150.
3. 1 2 3 4 5 6 7 8 9 10 11 12 13 14 15 16 17 18 19  Narayanan, M. G. S. Perumāḷs of Kerala. Thrissur (Kerala): CosmoBooks, 2013. 191 - 193, 435 - 437.
4. 1 2 3 4 5 6 7 8 9  A Survey of Kerala History, A. Sreedhara Menon, D C Books Kerala (India), 2007, ISBN 81-264-1578-9, ISBN 978-81-264-1578-6
5. ↑  Gurukkal, Rajan. “DID STATE EXIST IN THE PRE-PALLAVAN TAMIL REGION.” Proceedings of the Indian History Congress, vol. 63, 2002, pp. 138–150.
6. 1 2 3  Ganesh, K.N. (June 2009). “Historical Geography of Natu in South India with Special Reference to Kerala”. 《Indian Historical Review》 36 (1): 3–21. doi:10.1177/037698360903600102. ISSN 0376-9836.
7. 1 2 3 4 5  Gurukkal, Rajan. The Agrarian System and Socio-Political Organisation Under the Early Pandyas c. AD 600-1000. Doctoral Thesis. Jawaharlal Nehru University, 1984. 29-30.
8. 1 2 3 4 5  Ganesh, K. N. Agrarian Relations and Political Authority in Medieval Travancore (A. D. 1300-1750). Doctoral Thesis. Jawaharlal Nehru University, 1987. 22-25.
9. 1 2 3  Noburu Karashmia (ed.), A Concise History of South India: Issues and Interpretations. New Delhi: Oxford University Press, 2014. 122-24.
10. ↑  S, Suganthi. “Heo Hwang-Ok, the Indian Princess Who Became the Korean Queen” (영어). 2022년 11월 7일에 확인함.
11. ↑  Gurukkal, Rajan (2002). “Did State Exist in the Pre-Pallavan Tamil Region”. 《Proceedings of the Indian History Congress》 63: 138–150. ISSN 2249-1937. JSTOR 44158082.
12. ↑  Menon, A. Sreedhara (2007) [1967]. 《A Survey of Kerala History》. Kerala (India): D C Books. 102쪽. ISBN 978-81-264-1578-6.
13. 1 2 3  Aiya, V. Nagam (1999) [1906]. 《The Travancore State Manual》 (영어) 1. Kerala Gazetteers Department, Government of Kerala. ISBN 978-81-85499-32-1.
14. ↑  Menon, P. Shungoonny (1878). 《A History of Travancore from the Earliest Times》 (영어) 1. Madras: Higginbotham and Co.
15. 1 2  Veluthat, Kesavan (2009). 《The Early Medieval in South India》. Delhi: Oxford University Press. 38–39 and 334쪽.
16. 1 2  Sastri, K. A. Nilakanta (1957). 《Comprehensive History of India, vol. 2: The Mauryas and Satavahanas》. Bombay: Orient Longman. 527–28쪽.
17. 1 2  Sastri, K. A. Nilakanta (1957). 《Comprehensive History of India, vol. 2: The Mauryas and Satavahanas》. Bombay: Orient Longman. 517–18쪽.
18. 1 2  Narayanan (2013), 75쪽
19. 1 2 3 4  Narayanan (2013), 106쪽
20. ↑  Sastri, K. A. Nilakanta (1957). 《Comprehensive History of India, vol. 2: The Mauryas and Satavahanas》. Bombay: Orient Longman. 511 and 538쪽.
21. 1 2  Veluthat, Kesavan (2009). 《The Early Medieval in South India》. Delhi: Oxford University Press. 38–39, 180, 186 and 254쪽.
22. 1 2 3  Narayanan (2013), 93–94쪽
23. 1 2  Narayanan (2013), 94–95쪽
24. ↑  Narayanan (2013), 107쪽
25. 1 2 3  Gurukkal, Rajan (1984). 《The Agrarian System and Socio-Political Organisation Under the Early Pandyas c. CE 600–1000》 (학위논문). Jawaharlal Nehru University. 29–30쪽. hdl:10603/14532.
26. 1 2 3  Narayanan (2013), 96–98쪽
27. ↑  Narayanan (2013), 109–110쪽
28. ↑  Narayanan (2013), 118–119, 137–138쪽
29. ↑  Menon, A. Sreedhara (2007) [1967]. 《A Survey of Kerala History》. Kerala: D C Books. 102쪽. ISBN 978-81-264-1578-6.
30. 1 2  Narayanan, M. G. S. (1972). 〈Vikramaditya Varaguna and Srimulavasa Vihara〉. 《Cultural Symbiosis in Kerala》. Trivandrum: Kerala Historical Society. 10–13, 45쪽.
31. ↑  Krishnan, K. G. (1989). 《Pārthivapuram Inscription of (Kollam) Year 98+1》 (PDF). 《Epigraphia Indica》. XLI: 1975-76 (Archaeological Survey of India). 3 of pp. 1–6쪽.
32. 1 2 3 4 5 6 7 8 9  Rao, T. A. Gopinatha (1910). 《Three Inscriptions of Kokkarunandadakkar》. Travancore Archaeological Series I 1910판. Madras: Government of Travancore. 10–14 and 14–15쪽.
33. 1 2 3  Scharfe, Hartmut (2002). 《Education in Ancient India》. Brill Academic. 175–176쪽. ISBN 978-90-474-0147-6.
34. 1 2 3  Rao, T. A. Gopinatha (1910). 《The Huzur Office Plate of Vikramaditya Varaguna》. Travancore Archaeological Series I 1910판. Madras: Government of Travancore. 02–03쪽.
35. 1 2  Narayanan (2013), 75, 93–94, 96–98, 106–107, 109–110, 118–119, 137–138, 179쪽
36. ↑  Narayanan, M. G. S. (1972). 〈Vikramaditya Varaguna and Srimulavasa Vihara〉. 《Cultural Symbiosis in Kerala》. Trivandrum: Kerala Historical Society. 10–13 and 45쪽.
37. ↑  Rao, T. A. Gopinatha (1912). 《Two Inscriptions of Vikramaditya Varaguna》. Travancore Archaeological Series XII 1912판. Madras: Government of Travancore. 192–93쪽.
38. 1 2 3  Rao, T. A. Gopinatha (1912). 《Tirupparappu Fragmentary Set of Copper-Plates》. Travancore Archaeological Series XIII 1912판. Madras: Government of Travancore. 197–99쪽.